# Maurici Vilomara i Virgili
Maurici Vilomara i Virgili (Barcelona, 28 d'abril de 1848 - Barcelona, 21 de juny de 1930) va ser un escenògraf català, considerat el darrer supervivent sense claudicacions de l'escola barcelonina d'escenografia. Va portar a la màxima concreció els paràmetres de Soler i Rovirosa.

## Biografia
Maurici Vilomara va néixer el 1848 prop del mercat de la Boqueria i era fill de Tomàs Vilomara i Virgili fabricant tèxtil aficionat al dibuix natural de Barcelona i de Josefa Virgili i Bonet de Barcelona, Vilomara va començar a demostrar que tenia una gran destresa com a dibuixant des de ben petit als Escolapis.
El 1862 va ingressar a l'Escola de la Llotja, on va estudiar sota l'orientació de Martí Alsina i Lluís Rigal i va treballar activament en el taller de Joan Ballester, Francesc Pla i Soler i Rovirosa.
Es va estrenar professionalment als divuit anys al Liceu, on va col·laborar amb Ballester en l'obra Dinorah i on va treballar any rere any conreant i perfeccionant creacions, fins a tenir un èxit aclaparant amb un decorat que simulava un incendi i que va omplir pàgines de diaris i converses de carrer. No obstant això, el mèrit se'l va emportar Marià Carreras, que va intentar eclipsar Vilomara, ja que comptava amb les seves col·laboracions sense reconèixer-li la tasca.

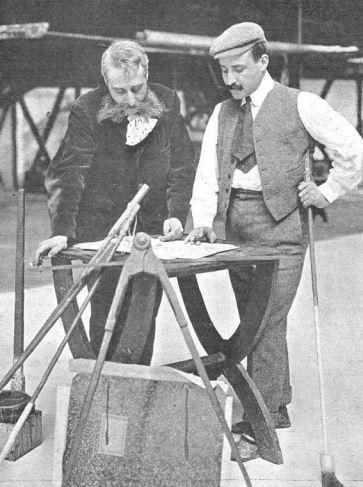
Treballant amb Oleguer Junyent (1906)

Vilomara va treballar amb Pla a Madrid i va participar en projectes de Soler i Rovirosa a l'Havana i en la memorable producció catalana a Nova York Castles in Spain, que no va gaudir del reconeixement que s'esperava. Poc després de l'estrena, Albert Bernís, el director del projecte americà, va assumir la direcció del Liceu i, desencantat amb la feina dels escenògrafs de la línia Soler i Rovirosa i Vilomara, va decidir atorgar a Carreras el càrrec d'escenògraf principal.
A partir de la mort de Carreras, el 1888, Vilomara va començar a signar les creacions pròpies i el seu nom va adquirir prestigi al Liceu. L'admiració que despertava era no només per les obres sinó també pels mètodes de treball. Un cop assolida la categoria de mestre, va començar a treballar sol i sense deixebles i les seves escenografies es consideraven veritables obres d'art, fins al punt que la sagristia del Sant Suplici que va crear per a l'òpera Manon va ser declarada d'interès artístic nacional.
Cap al 1890 es va iniciar en àmbits diferents del teatre Líric i les seves creacions es van utilitzar al Novetats i al Romea, fins a arribar a ser l'escenògraf preferit d'Àngel Guimerà. Però el gran daltabaix del 1897, any durant el qual va patir la pèrdua de la mare, el pare i el germà, li va marcar la trajectòria i li va paralitzar l'evolució fins que, el 1903, la relació amb Adrià Gual el va introduir en les renovacions que proposava el teatre íntim.
Col·laborà així mateix en la posada en escena de les dues grans representacions del Teatre de Naturalesa a la Garriga, els anys 1911 (Flors de cingle, d'Ignasi Iglesias) i 1914 (La viola d'or, d'Apel·les Mestres).
Fins al 1930 va compaginar diversos àmbits de treball: va participar en molts projectes tant a Madrid com a Barcelona al costat de Margarida Xirgu, va col·laborar en els Espectacles Audicions Graner al Teatre Principal i va ser decorador i expositor en la V Exposició Internacional d'Art de Barcelona.
El 1915 el Teatre Principal es va incendiar i el seu taller se'n va veure perjudicat. Aquest fet, juntament amb l'edat avançada, va desfermar una reducció progressiva de les seves tasques. Va morir el 21 de juny de 1930 amb vuitanta-dos anys.

## Fons
El Centre de Documentació i Museu de les Arts Escèniques conserva gran part de l'escenografia de l'artista, que inclou teatrins i esbossos de l'escenografia. Es pot trobar a Escena Digital del MAE.